# Puya dichroa
Puya dichroa är en gräsväxtart som beskrevs av Lyman Bradford Smith och Robert William Read. Puya dichroa ingår i släktet Puya och familjen Bromeliaceae.
Artens utbredningsområde är Colombia. Inga underarter finns listade i Catalogue of Life.